# Matías Donoso
Jorge Matías Donoso Gárate (San José de Maipo, 8 luglio 1986) è un calciatore cileno, attaccante dell'Univ. de Concepción.